# Mauro Motta
Mauro Motta (Rio de Janeiro, 19 de fevereiro de 1949 – Guapimirim, 26 de abril de 2025) foi um compositor, produtor musical e arranjador musical brasileiro.
Foi parceiro de Raul Seixas, com o qual compôs dezenas de músicas, tais como, "Sheila", "Baby baby", "Ainda Queima a Esperança", "Se Ainda Existe Amor", "Lágrima Nos Olhos", "Estou Completamente Apaixonada", "Hoje Sonhei com Você". Mas o primeiro grande sucesso de Mauro Motta como compositor foi em 1973, com a canção "Doce, doce amor", em parceria com Raul Seixas (Raulzito) e gravada por Jerry Adriani. Outros de seus sucessos, com vários parceiros, são "Eu e Ela" (com Robson Jorge e Lincoln Olivetti), "De Coração pra Coração" (com Robson Jorge, Lincoln Olivetti e Isolda Bourdot), "Você na Minha Mente" (Robson Jorge, Lincoln Olivetti e Carlos Colla) e "Tanta Solidão" (com os irmãos Marcos Valle e Paulo Sérgio Valle), gravadas por Roberto Carlos.
Um dos principais parceiros foi Evandro Ribeiro, então diretor da gravadora CBS, que assinava Eduardo Ribeiro, com quem compôs inúmeros sucessos gravados por vários artistas, inclusive Roberto Carlos. Entre os grandes sucessos da dupla: "Nosso Amor", "Coisas que Não Se Esquece", "Eu Me Vi Tão Só", "Preciso de Você", "Quando o Sol Nascer", "Voltei ao Passado".
Com Robson Jorge, compôs os sucessos "Eu Preciso Te Esquecer" e "Fim de Tarde", gravados por Cláudia Telles e Fat Family; "Eu Quero o Absurdo", gravada por Tânia Alves; e "Sonhos", gravada por Jane Duboc. Com Paulo Sérgio Valle, "Escancarando de Vez", sucesso na voz de Elymar Santos. Em parceria com Renato Barros compôs "Eu Não Aceito o Teu Adeus". Com Carlos Colla, "Liga Pra Mim", sucesso com Mara Maravilha .
Foi vencedor de dois Prêmio Grammy, em 2005 e 2006 .
https://www.latingrammy.com/pt/artistas/mauro-motta/21640-03
Produziu para grandes artistas da música popular brasileira como Raul Seixas, Agnaldo Timóteo, Amelinha, Elba Ramalho, Zé Ramalho, Claudia Telles, Jerry Adriani, Wanderléa, Turma do Balão Mágico, Fábio Júnior, Roberto Carlos, Amelinha, entre outros.
Mauro Motta morreu no dia 26 de abril de 2025 aos 76 anos em Teresóplis no Hospital São José em Decorrência de um Enfisema Pulmonar.